# Nopalera, Guanajuato
Nopalera är en ort i Mexiko.   Den ligger i kommunen Comonfort och delstaten Guanajuato, i den centrala delen av landet, 230 km nordväst om huvudstaden Mexico City. Nopalera ligger 1 836 meter över havet och antalet invånare är 383.
Terrängen runt Nopalera är kuperad norrut, men söderut är den platt. Runt Nopalera är det ganska tätbefolkat, med 134 invånare per kvadratkilometer. Närmaste större samhälle är San Miguel de Allende, 17,4 km norr om Nopalera. I omgivningarna runt Nopalera växer huvudsakligen savannskog.